# UAZ

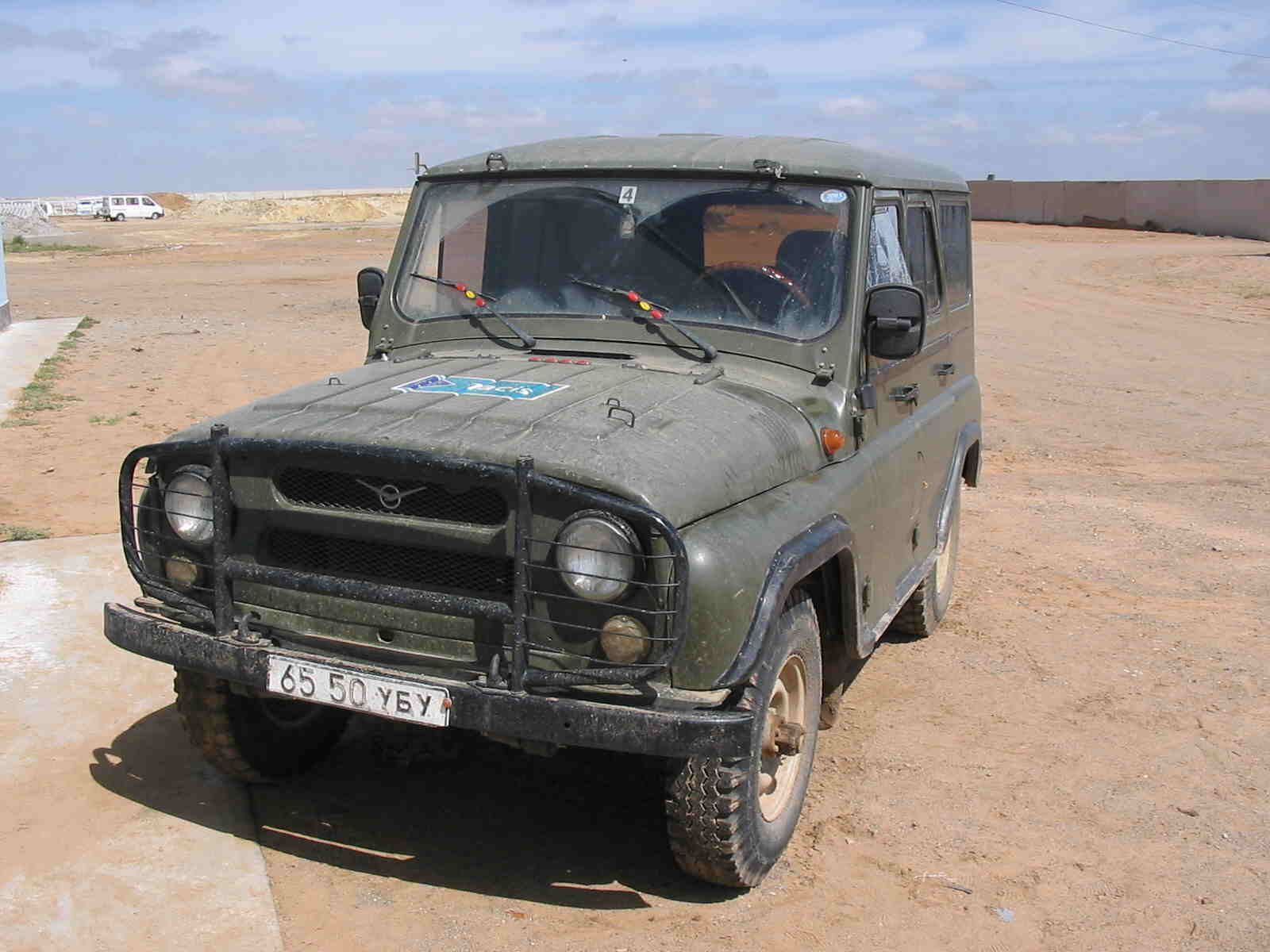
UAZ 469.

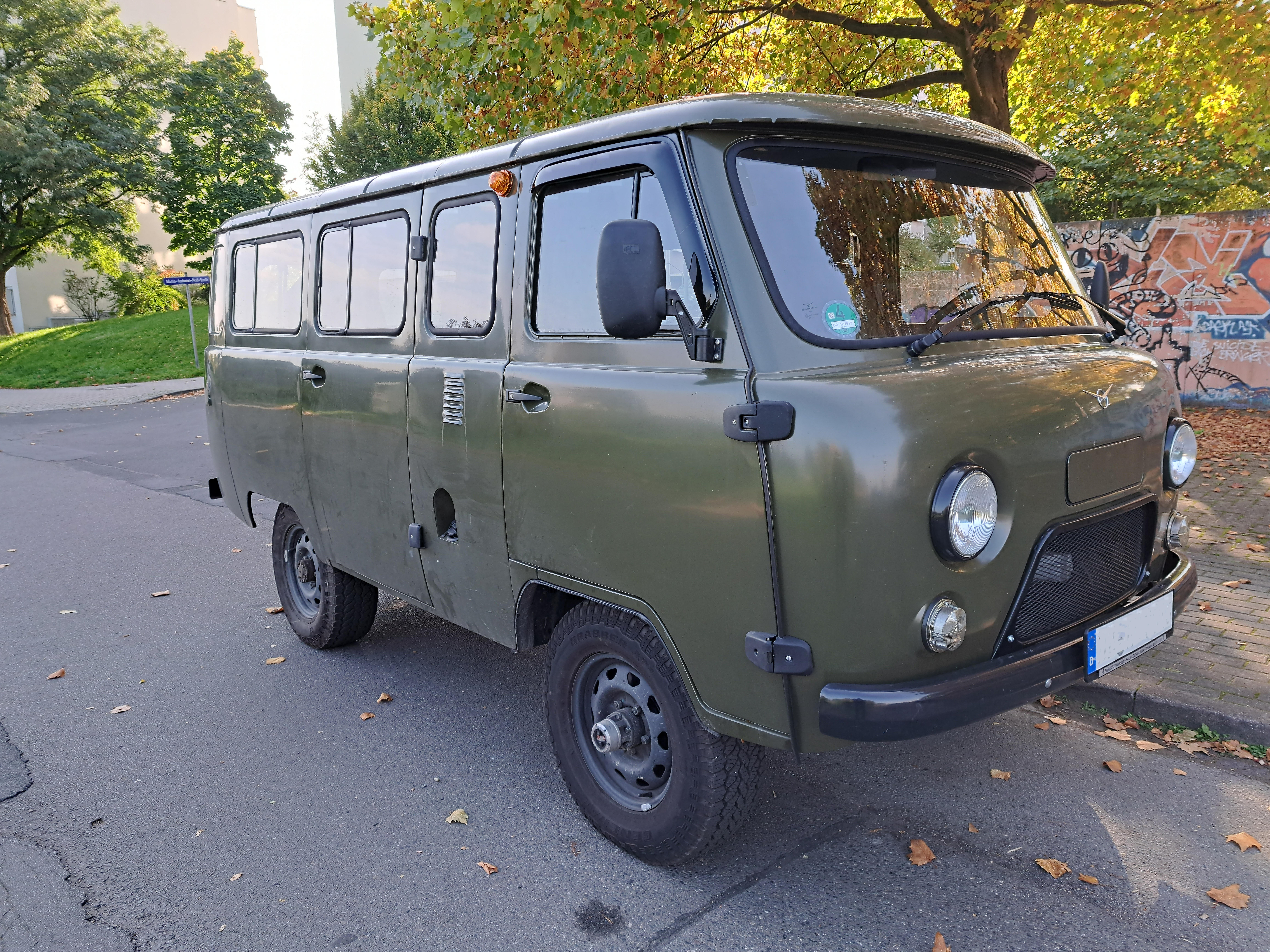
UAZ 452 "Bukhanka"

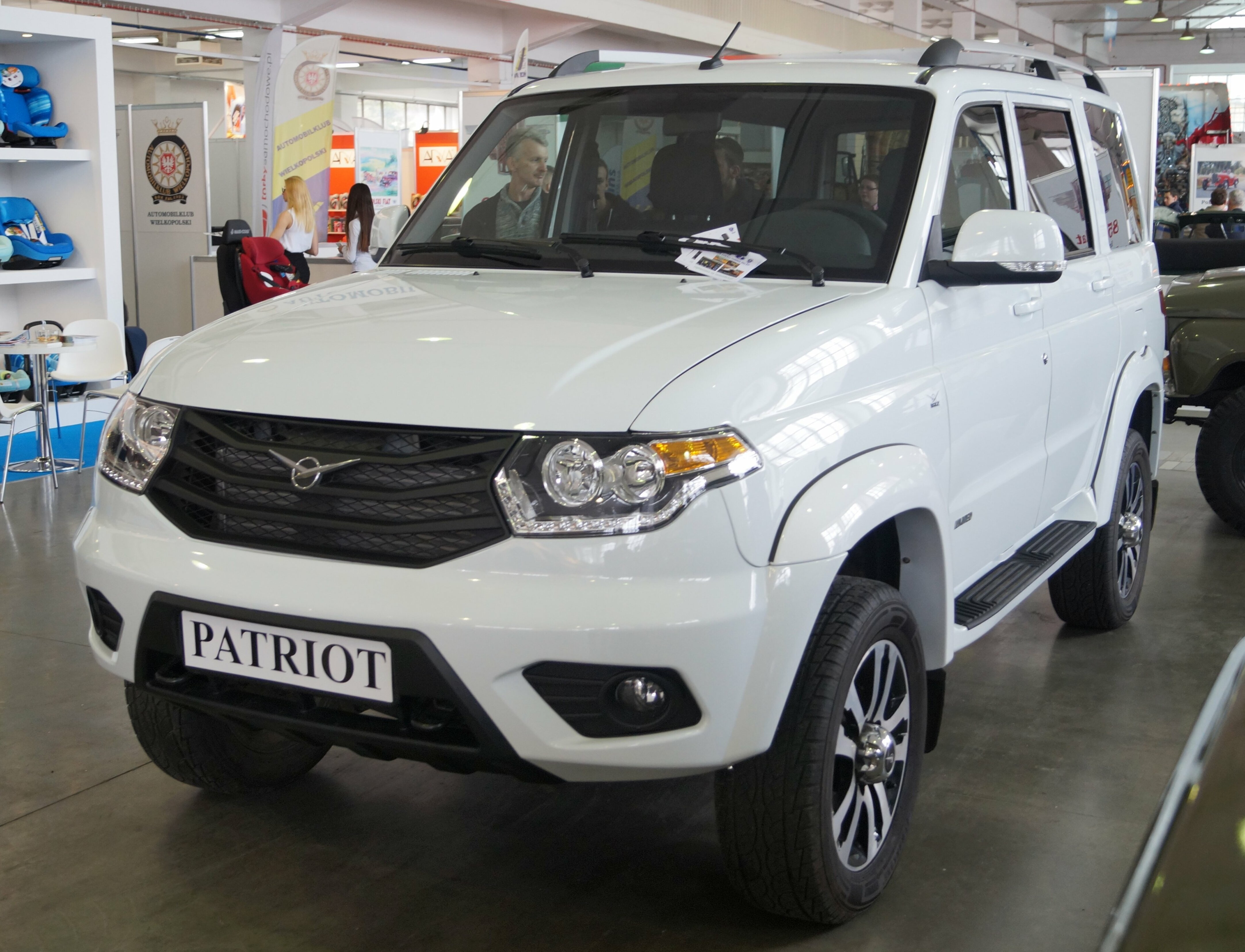
UAZ Patriot

UAZ (YA3), Uljanovskij avtomobilnij zavod (Ульяновский автомобильный завод), är en biltillverkare i Ryssland, och tidigare i Sovjetunionen. Produktionen startade 1941 och de tillverkar terrängbilar, bussar och lastbilar.
Företaget var ursprungligen en del av ZIS (nuvarande ZIL) och bildades under andra världskriget, i Uljanovsk. Detta för att man ville ha en fabrik längre från krigsfronten för att industrin inte skulle riskera att tas i beslag av tyska armén. Produktionen började 1942 och kort därefter skiljdes UAZ från ZIS. Under 1950-talet flyttades produktionen av GAZ terrängbil GAZ-69 till UAZ i Uljanovsk. Den efterträddes på 1960-talet av UAZ-469.
UAZ drabbades av svårigheter efter Sovjetunionens fall. Företaget är nu majoritetsägt av Sollers JSC (tidigare SeverstalAvto). 2005 lanserades en ny modell, UAZ Patriot.